# Блэр, Фредерик
Фредерик Чарльз Блэр (1874, Карлайл, Онтарио — 28 мая 1959) — был директором Иммиграционного отделения Министерства шахт и ресурсов Канады с 1936 по 1943 год. Блэр разработал и бескомпромиссно проводил иммиграционную политику, основанную на расовой принадлежности. Наиболее известен своими усилиями по недопущению еврейских беженцев из нацистской Германии на территорию Канады в 1930-х годах и в годы войны. В период 1933—1939 гг. иммиграционная служба, в главе которой стоял Блэр, впустила в Канаду менее 5000 евреев (по сравнению с более чем 200 000, попавших в тот же период в США и 20 000 в Мексику). После войны, между 1945 и 1948 годами, Иммиграционная служба приняла только 8 000 евреев, переживших Холокост. «Эти цифры, возможно, самый худший показатель среди стран, принимавших беженцев», — писали об этом Абелла и Тропер. Строгое проведение Блэром расово мотивированной ограничительной политики драматически сказалось на судьбах тысяч европейских евреев, которые избежали бы смерти, если бы Канада не отвергла их (в частности, речь идёт о пассажирах парохода «Сент-Луис»).

## Биография
Фредерик Блэр родился в 1874 году в посёлке Карлайл близ города Гамильтон в провинции Онтарио, в многодетной семье родителей шотландского происхождения (его пережили 2 сестры и 3 брата). Обучался в Гуэлфском университете.
В 1902 г. женился на Хелен Мэри Лэмб (умерла в 1930 г.), в браке детей не было. В 1903 году поступил на работу в Министерство сельского хозяйства, а в 1905 году стал сотрудником иммиграционной службы. В 1924 году он стал помощником заместителя министра иммиграции, а в 1936 году стал директором Отдела иммиграции. Он был церковным старейшиной и ревностным государственным служащим, который курировал все аспекты канадской иммиграции. Бывшие подчинённые вспоминают его стиль руководства как авторитарный.
Блэр был антисемитом — подобные настроения были распространены среди канадской элиты того времени. Хотя его публичные заявления и политика используют расплывчатые выражения в духе протекционизма, в письмах и частных разговорах, которые в большом количестве процитированы в книге None is Too Many, Блэр высказывал отвращение к евреям.
Блэр был архитектором и убежденным борцом за политику закрытых дверей Канады при полной поддержке правительства премьер-министра Уильяма Лацона Маккензи Кинга из Либеральной партии Канады. В сентябре 1938 года в письме к премьер-министру Блэр писал: «Давление со стороны евреев на Канаду никогда не было так велико, как сейчас, и я рад добавить, что после того, как я 35 лет проработал здесь, вопрос так тщательно контролируется, как никогда ранее».
Характерным примером ксенофобского и антисемитского «тщательного контроля» Блэра был отказ Канады в июне 1939 года разрешить пароходу «Сент-Луис» (получившемя позднее известность как «Путешествие проклятых») пришвартоваться в Галифаксе с 907 еврейскими эмигрантами на борту, которым ранее было отказано во въезде на Кубу и в США. Сент-Луис был вынужден вернуться в Европу, где, согласно Мемориальному музею Холокоста США, 254 пассажира погибли от рук нацистов. В настоящее время в качестве напоминания об этом событии в Канадском музее иммиграции на Пирсе 21, муниципалитет Галифакс, Новая Шотландия создана экспозиция под названием «Колесо совести».
В своем годовом отчете 1941 года Блэр написал: «В соответствии с общепринятой практикой Канада делает больший упор на расу, чем на гражданство». После ухода в отставку в 1943 году, Фредерик Блэр стал Компаньоном ордена Имперской службы.
Блэр умер 28 мая 1959 года.

## Последствия
В 2000 году племянник директора иммиграционной службы Канады Фредерика Блэра извинился перед еврейским народом за действия своего дяди. В мае 2018 года премьер-министр Джастин Трюдо написал в твиттере, что правительство Канады принесет извинения за его роль в судьбе пассажиров корабля. Официальное извинение последовало в ноябре того же года.